# Професионална гимназия по селско стопанство и хранително-вкусови технологии „Ангел Кънчев“
ПГССХВТ „Ангел Кънчев“ е училище в град Разград, на адрес: бул. „Априлско въстание“ № 103. Има само една учебна смяна – сутрин. Директор на училището е Стоян Минчев Стоянов.
2012: С най-нисък успех на матурата по български език и литература е ПГССХВТ „Ангел Кънчев“ в Разград, където средната оценка на зрелостниците е 2,94